# هایک هوسپیان (فرد نظامی و سیاستمدار)
هایک هوسپیان (ارمنی: Հայկ Հովսեփյան؛ ۱۹ ژانویهٔ ۱۸۹۱ – ۱۰ سپتامبر ۱۹۳۷) فرد نظامی و سیاستمدار اهل ارمنستان که از ژوئیه ۱۹۲۷ تا آوریل ۱۹۲۸ دبیر اول حزب کمونیست ارمنستان بود. وی در ارتش سرخ خدمت کرد. وی همچنین برندهٔ جوایزی همچون نشان پرچم سرخ شده‌است.